# Juan de Médici (cardenal)

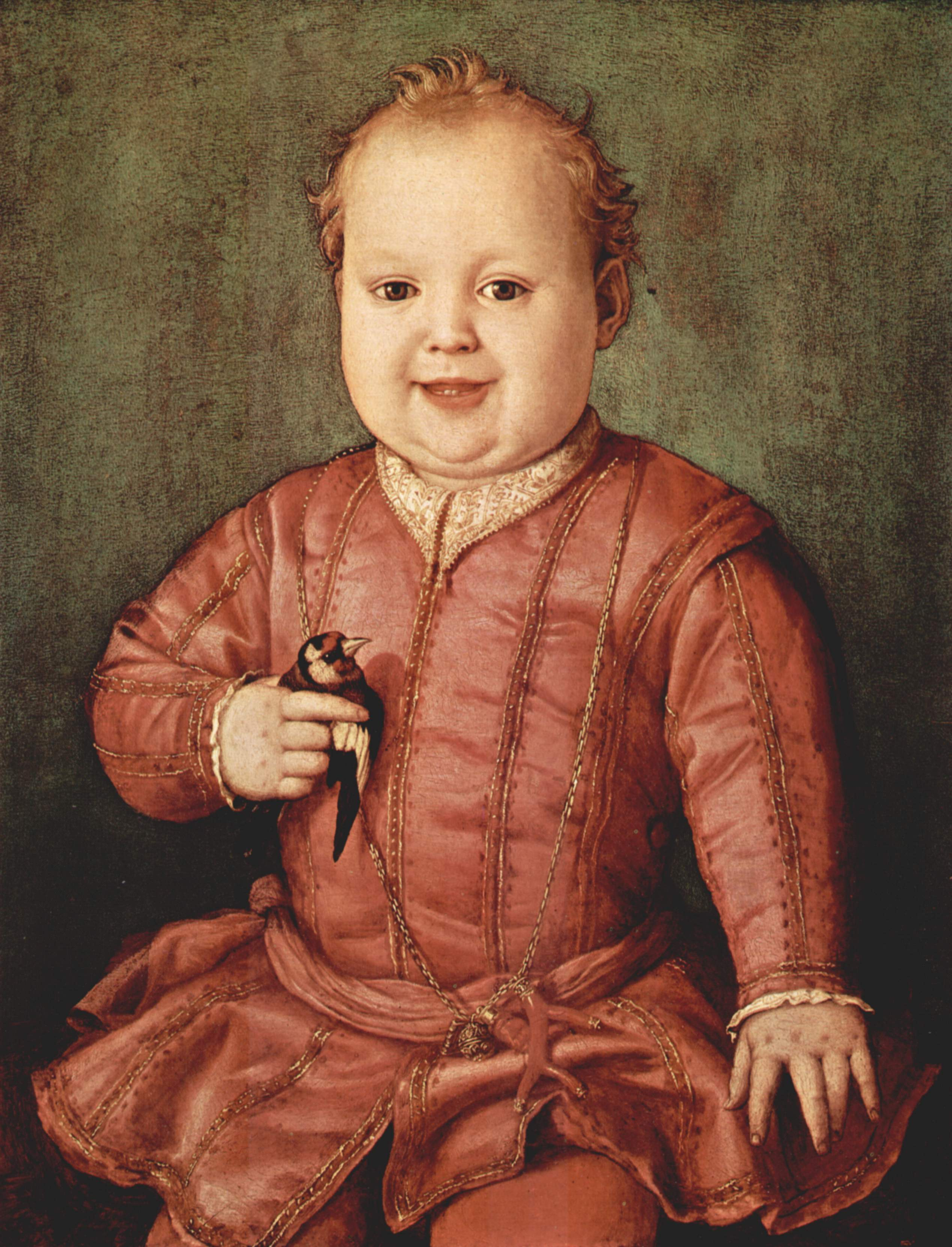
Agnolo Bronzino, Retrato de Juan de Médici a los dos años (hacia 1545)

Juan de Médici llamado "el joven" (en italiano, Giovanni di Medici; Florencia, 29 de septiembre de 1543 - Livorno de 20 de noviembre de 1562) fue un cardenal italiano, perteneciente a la célebre familia de los Médici.

## Primeros años

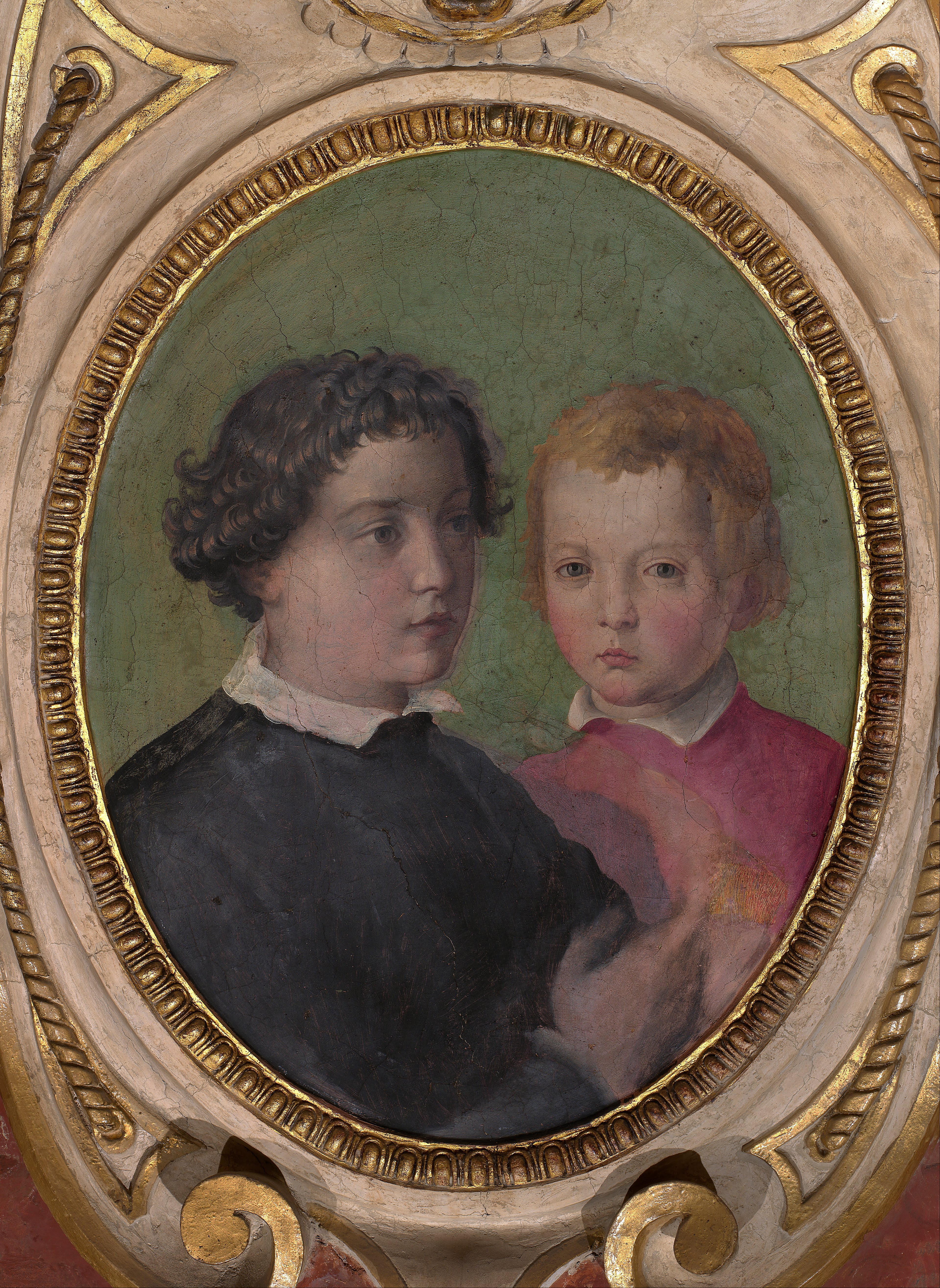
Juan, junto a su hermano García, por Giorgio Vasari

Fue el segundo hijo varón del segundo Gran Duque de Florencia Cosme I de Médici y de su esposa Leonor Álvarez de Toledo. Estuvo destinado a la carrera religiosa, como era normalmente en las familias poderosas, mientras que su hermano mayor, el futuro Francisco I de Médici, sería en cambio educado en la política y en las artes militares.
Su carrera fue fulgurante: después de haber sido obispo de Pisa, fue nombrado cardenal por el papa Pío IV en el consistorio del 31 de enero de 1560, a los 17 años.

## Muerte
Probablemente ya enfermo de tuberculosis, murió prematuramente con tan solo diecinueve años en 1562 a causa de la malaria, contraída cuando se encontraba en la costa, entre Pisa y Livorno, con su madre y su hermano García de Médici, que también murieron con pocos días de diferencia. 
Una suerte similar le había tocado unos años antes a su hermana María de Cosme de Médici.
De él nos han quedado dos retratos de Agnolo Bronzino apenas siendo un niño, uno con un pajarillo en la mano, y otro junto a su madre Leonor Álvarez de Toledo.
Su hermano Fernando también fue nombrado cardenal. 
Su padre, Cosme I, tuvo otro hijo un año después de la muerte de Juan (1563), un hijo ilegítimo al que decidió llamar con el mismo nombre, y que sería conocido como Don Juan de Médici.

## Ascendencia
| Juan de Médici | Padre: Cosme I de Médici       | Abuelo paterno: Juan de Médici                   | Bisabuelo paterno: Giovanni de Médici         |
| Juan de Médici | Padre: Cosme I de Médici       | Abuelo paterno: Juan de Médici                   | Bisabuela paterna: Caterina Sforza            |
| Juan de Médici | Padre: Cosme I de Médici       | Abuela paterna: María Salviati                   | Bisabuelo paterno: Jacobo Salviati            |
| Juan de Médici | Padre: Cosme I de Médici       | Abuela paterna: María Salviati                   | Bisabuela paterna: Lucrecia de Médici         |
| Juan de Médici | Madre: Leonor Álvaez de Toledo | Abuelo materno: Pedro Álvarez de Toledo y Zúñiga | Bisabuelo materno: Fadrique Álvarez de Toledo |
| Juan de Médici | Madre: Leonor Álvaez de Toledo | Abuelo materno: Pedro Álvarez de Toledo y Zúñiga | Bisabuela materna: Isabel de Zúñiga           |
| Juan de Médici | Madre: Leonor Álvaez de Toledo | Abuela materna: María Osorio Pimentel            | Bisabuelo materno: Luis Pimentel              |
| Juan de Médici | Madre: Leonor Álvaez de Toledo | Abuela materna: María Osorio Pimentel            | Bisabuela materna: Juana Osorio               |